# Stawisza
Stawisza (łemkow. Ставиша) – wieś w Polsce położona w województwie małopolskim, w powiecie gorlickim, w gminie Uście Gorlickie.
Wieś biskupstwa krakowskiego w powiecie sądeckim w województwie krakowskim w końcu XVI wieku. W latach 1975–1998 miejscowość administracyjnie należała do województwa nowosądeckiego.